# マイク・ポスト
マイク・ポスト（Mike Post、1944年9月29日 - ）はアメリカ合衆国の作曲家。主にテレビドラマの劇伴音楽を手がけ、特にスティーブン・J・キャネルやスティーヴン・ボチコやドナルド・P・ベリサリオやディック・ウルフ作品に数多く携わった。

## 参加作品
- ロックフォードの事件メモ（1974～1980年）
- 刑事トマ（1974年）※3エピソード
- Baa Baa Black Sheep（1976～1978年）
- 白バイ野郎ジョン&パンチ（1977年）※パイロット版ほか1エピソード
- Oh!ハードボイルド（1980年）
- 私立探偵マグナム（シーズン2以降の1980～1988年）
- UFO時代のときめき飛行 アメリカン・ヒーロー（1981～1986年）
- ヒルストリート・ブルース（1981～1987年）
- Tales of the Gold Monkey（1982～1983年）
- 探偵ハード&マック（1983～1986年）
- 特攻野郎Aチーム（1983～1987年）
- リップタイド探偵24時（1984～1986年）
- 刑事ハンター（1984～1990年）
- クラブ・ラインストーン/今夜は最高!（1984年）※映画
- L.A.ロー 七人の弁護士（1986～1994年）
- J.J. Starbuck（1987年）※パイロット版
- タイムマシーンにお願い（1989～1990年）
- 天才少年ドギー・ハウザー（1989～1993年）
- パレスガード（1991年）
- ザ・コミッシュ（1991年）
- 絹の疑惑～シルク・ストーキング　3エピソード（1991年）
- デッド・エンド/特捜記者ブラティガンの挑戦（1991年）
- うわさの刑事 テキーラとボネッティ ※5エピソード（1992年）
- ハット・スクワッド 帽子の騎士たち（1992～1993年）
- NYPDブルー（1993～2005年）
- B.L.ストライカー　※3エピソード（1989年）
- ロー&オーダー シリーズ（1990～2019年）

### プロデュース
- エドワード・ヴァン・ヘイレンと共同制作のアルバム 『ヴァン・ヘイレンIII』（1998年）